# Minimuseu da Vida Animal

## Histórico do Minimuseu
O Minimuseu da Vida Animal é um centro de divulgação científica dedicado à difusão da Zoologia, com foco no grande público, especialmente no âmbito escolar, localizado na centenária Universidade Federal Rural de Pernambuco. Sua criação oficial ocorreu em 21 de dezembro de 2022, mas foi em agosto de 2023 que foi formalizado no Departamento de Biologia da Universidade Federal Rural de Pernambuco (UFRPE). A iniciativa nasceu da visão de professores da Área de Zoologia do referido departamento da UFRPE.

Entre janeiro e julho de 2023, o Minimuseu realizou algumas ações pontuais e passou por uma importante fase de estruturação, que incluiu diversas reuniões internas, criação da logo, montagem do acervo, delegação de funções entre os docentes envolvidos, e busca por recursos financeiros para implantação dos espaços expositivos. Essa etapa preparatória foi crucial para estabelecer a base pedagógica e científica do Minimuseu, que integra atividades de ensino, pesquisa e extensão com ênfase em ciências e meio ambiente. Em agosto de 2023, ao mesmo tempo em que houve a aprovação do Minimuseu junto ao Departamento de Biologia, uma professora no departamento aprovou o primeiro projeto de extensão (edital interno da UFRPE, para bolsas de estudantes de graduação) vinculado ao espaço. Este projeto, intitulado Minimuseu da Vida Animal: um espaço pedagógico para fomentar a alfabetização científica em ciências e meio ambiente, com ênfase em Zoologia, resultou na seleção do primeiro bolsista de extensão do Minimuseu, que se dedicou à organização do acervo biológico e didático do espaço. Durante a Semana Nacional de Ciência e Tecnologia de 2023, em outubro, o Minimuseu participou de algumas ações coordenadas por docentes do Departamento de Biologia. Essas atividades foram essenciais para obter os primeiros recursos destinados ao enriquecimento do acervo. O primeiro atendimento exclusivo para o Minimuseu aconteceu em novembro de 2023, com o tema “Invertebrados do Jardim”, voltado para crianças de uma escola de Recife. Esta ação foi coordenada por um dos professores do departamento, com a colaboração de uma turma de graduação em Ciências Biológicas.

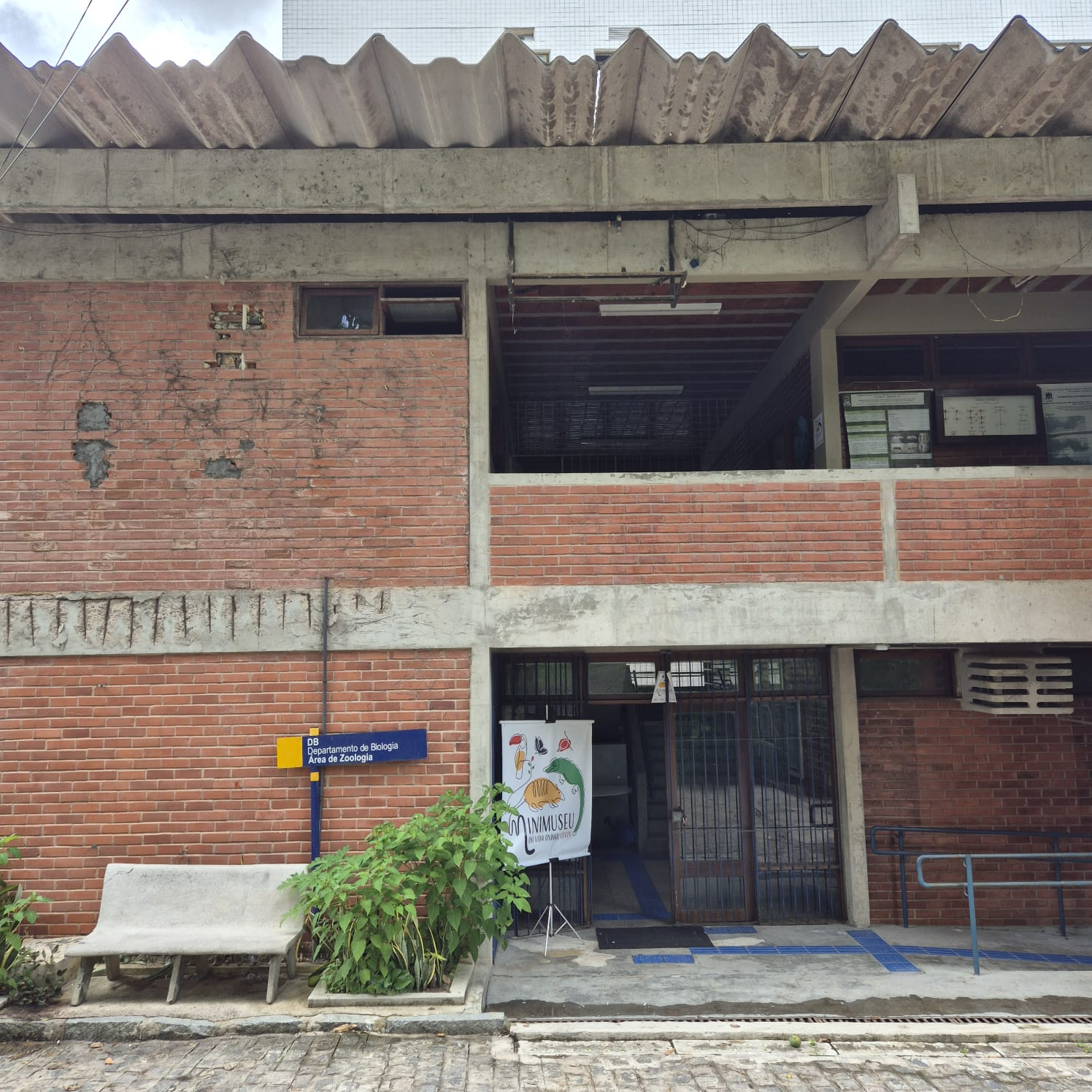
Entrada principal do prédio de Zoologia, Departamento de Biologia, UFRPE. O Minimuseu da Vida Animal está localizado neste prédio.

O ano de 2024 foi marcante para o Minimuseu. No primeiro semestre, os docentes envolvidos ampliaram seus esforços para consolidar o espaço de divulgação científica, a partir da inclusão do Minimuseu em vários projetos enviados para agências de Fomento. Dos quatro projetos enviados, foram aprovados três junto ao CNPq e à FACEPE, especialmente voltados para a Semana Nacional de Ciência e Tecnologia de 2024. Com as promissoras notícias de aprovação dos editais, em julho de 2024, os docentes passaram a contar com um grupo de 14 estudantes voluntários da graduação, organizados em três comissões principais: Comissão de Comunicação: Responsável pelo contato com o público, agendamentos de visitas e postagens nas redes sociais; Comissão do Acervo Didático: Encarregada do acervo de jogos, dinâmicas, banners, brincadeiras e caixas didáticas; e Comissão do Acervo Biológico: Responsável por peças biológicas conservadas em vias secas e úmidas, além de organismos vivos, como minhocas, planárias, besouros, ciliados e camarões.

Entre agosto e setembro de 2024, o Minimuseu passou por transformações importantes na Sala de Exposição Multitemática. Em outubro de 2024, o Minimuseu inaugurou a expressiva reforma nesta sala, recebendo mais de 600 visitantes, tornando-se em um importante centro de divulgação científica. Um dos maiores públicos do Minimuseu ocorreu durante a Semana Nacional de Ciência e Tecnologia, na UFRPE e em várias cidades de Pernambuco. O Minimuseu da Vida Animal reflete, desta forma, o compromisso do Departamento de Biologia/UFRPE com a popularização da ciência e da Zoologia, promovendo conhecimento acessível e integrado à sociedade. A partir de 2025, o Minimuseu já conta com um planejamento bem intenso, que envolve a participação em eventos de grande importância para o Estado e à Instituição (Dia da Terra, Semana do Meio Ambiente, SBPC 2025, SNCT 2025 e Exposição dos Animais do Cordeiro).

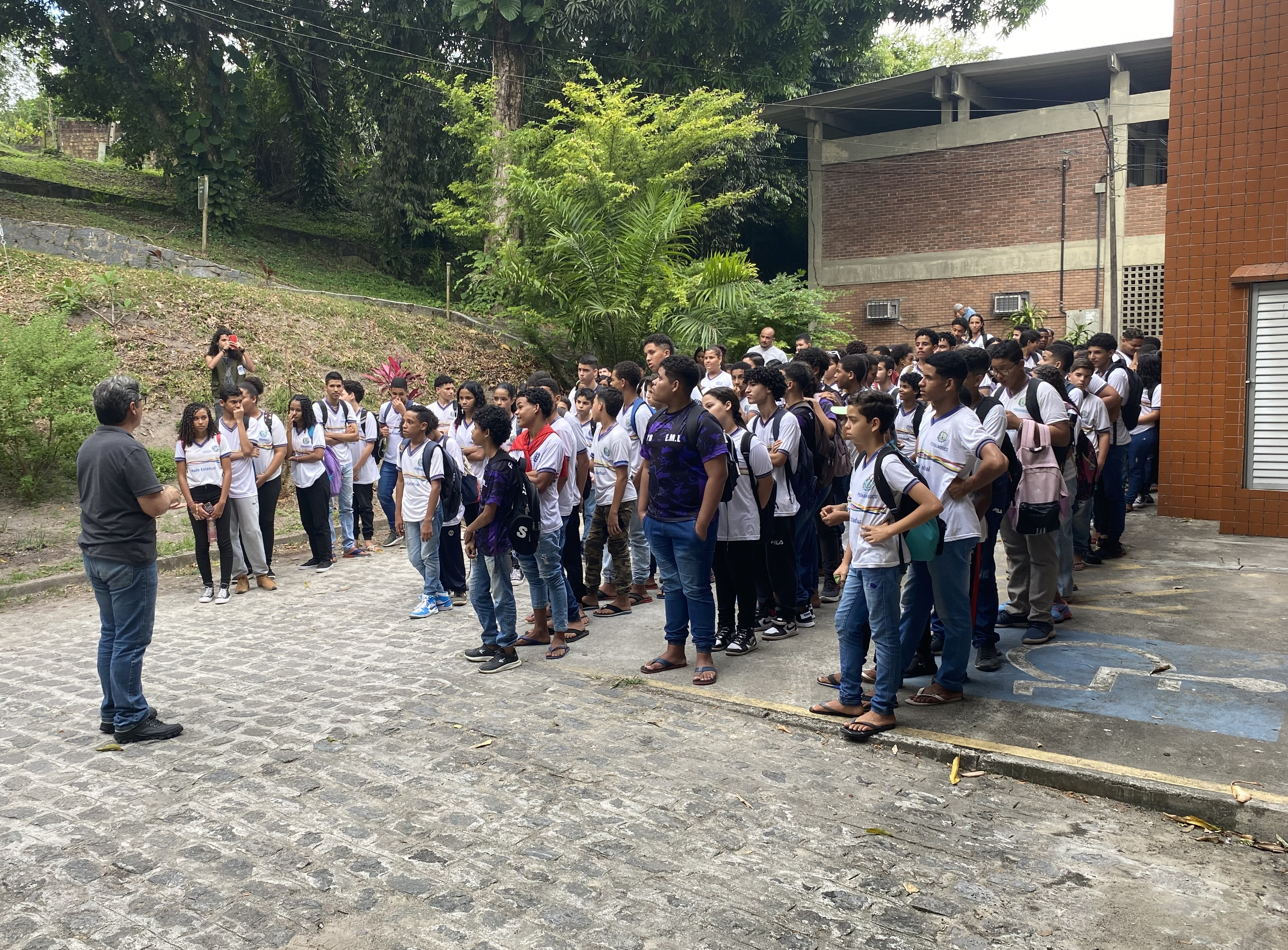
Registro de uma recepção a estudantes do Ensino Médio de escolas públicas de Pernambuco, durante a SNCT 2023.

Em 2025, conseguiu aprovação de um edital de bolsas para monitores, a partir da Fundação de Amparo à Ciência e Tecnologia do Estado de Pernambuco, Facepe. O referido edital objetiva apoiar atividades em Ciência, Tecnologia e Inovação (CT&I) para fortalecer os museus em Pernambuco, abrangendo espaços científico-culturais, planetários, jardins zoobotânicos, parques de ciência e instituições similares. A chamada busca estimular a criatividade, observação, experimentação e interdisciplinaridade na pesquisa, divulgação e popularização dos acervos.

## Missão e Visão do Minimuseu

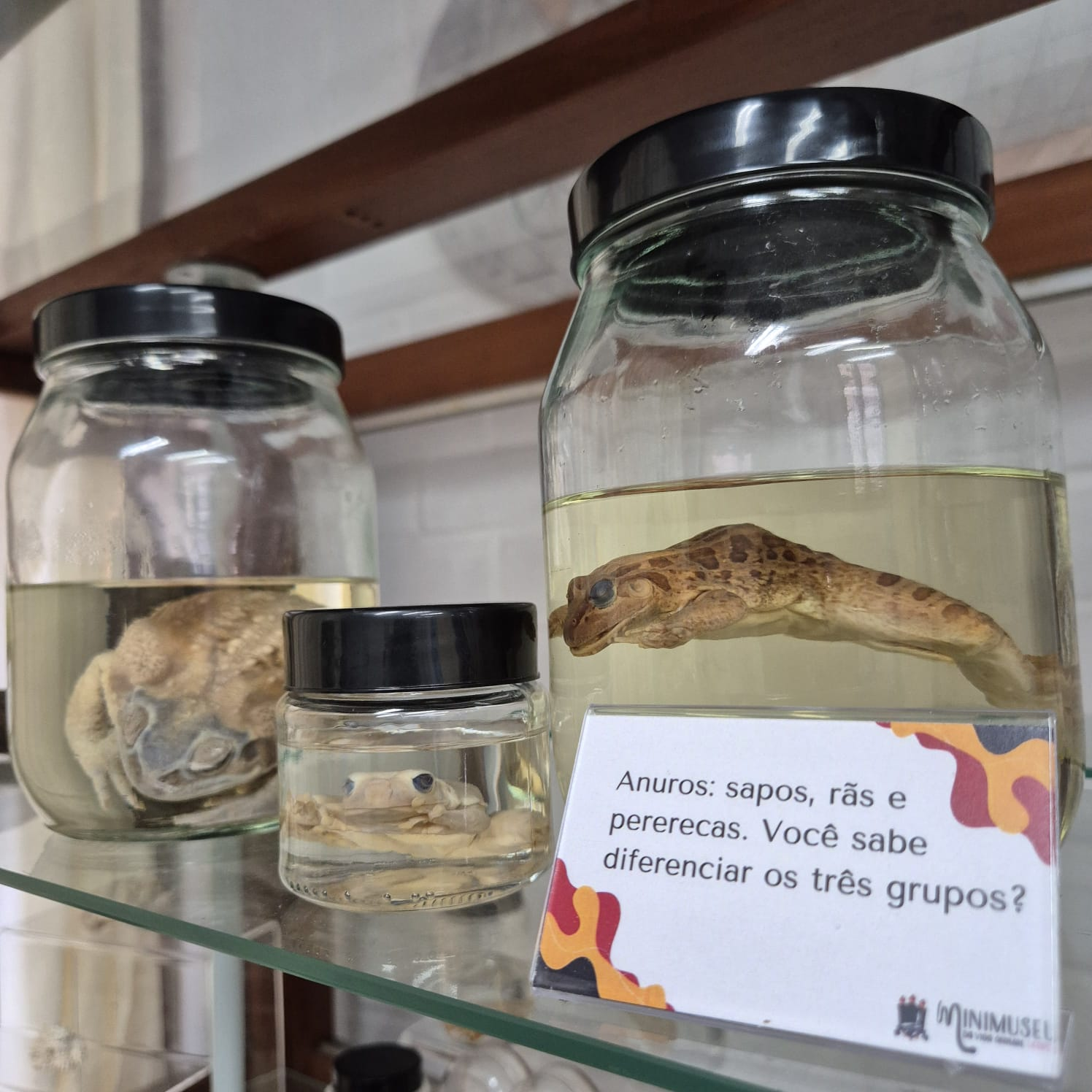
Anuros (sapos, rãs e pererecas) da coleção do Minimuseu da Vida Animal, localizada no prédio de Zoologia, Departamento de Biologia, UFRPE.

O Minimuseu da Vida Animal é um espaço pedagógico inovador dedicado à difusão científica, integrando ensino, pesquisa e extensão com foco em Ciências e Meio Ambiente, especialmente em Zoologia. A missão deste espaço é fomentar a alfabetização científica, promovendo a conexão entre os cursos de Ciências Biológicas da UFRPE e instituições de ensino formal e não formal de Pernambuco, incluindo os municípios do interior do Estado. É uma missão do Minimuseu também capacitar estudantes da UFRPE ao aproximá-los da sociedade e dos professores da educação básica, incentivando a curricularização da extensão e a adoção de metodologias investigativas e ativas.  
A visão do Minimuseu é consolidá-lo como um locus multiusuário, integrando ações de ensino, pesquisa e extensão na Área de Zoologia, do Departamento de Biologia da UFRPE, e como Minimuseu Itinerante, a partir das ações no interior do Estado. Com um acervo em constante evolução, fruto de doações e projetos desenvolvidos, o Minimuseu visa disponibilizar materiais didáticos para escolas e sociedade, promovendo um contínuo pedagógico dinâmico que inspire a valorização e preservação do meio ambiente por meio da Ciência.

## Objetivos do Minimuseu
O principal objetivo do Minmuseu é Fortalecer a alfabetização científica e a educação ambiental, com ênfase em Zoologia, por meio do apoio a ações de ensino e monitoria que integrem ensino, pesquisa e extensão. Um dos pontos fortes do espaço é ampliar a formação prática dos discentes, promover a interação entre a universidade e a sociedade, e fomentar metodologias pedagógicas inovadoras e investigativas, incentivando a preservação ambiental e o desenvolvimento do conhecimento científico. Considerando o objetivo central, estes são os objetivos específicos do Minimuseu:
1. Promover o letramento científico e educação ambiental, sobretudo relacionado à vida animal;
2. Desenvolver ações de extensão para capacitação técnico-científica de estudantes e servidores do Departamento de Biologia/UFRPE;
3. Desenvolver a formação inicial e continuada de técnicos e docentes da educação básica e do ensino superior;
4. Produzir conhecimentos integrando ensino, pesquisa e extensão;
5. Desenvolver e disponibilizar aos interessados produtos educativos nas áreas de ciências e meio ambiente, com ênfase em Zoologia.

## Estrutura e atividades desenvolvidas
Desde o primeiro semestre de 2023, o Minimuseu da Vida Animal, vinculado à Área de Zoologia do Departamento de Biologia da UFRPE, consolidou-se como um centro de referência em divulgação científica, dando continuidade a um histórico de mais de 20 anos de recepção a escolas e turmas do Ensino Básico. A equipe, com ampla experiência em extensão, desenvolve um conjunto de atividades que atrai um público diverso e engajado. A criação do Minimuseu da Vida Animal, em 2022, foi estimulada, inclusive, por esse histórico em atendimento a escolas, oficializando desta forma um espaço exclusivo de divulgação científica. A média no fluxo de atendimento pré-agendado ao público é de dois a quatro turnos por semana, considerando os períodos de ação, como a Semana Nacional de Ciência e Tecnologia. Desde sua concepção, o Minimuseu conta com mais de 200 peças zoológicas e didáticas (biomodelos), além das seguintes áreas estruturais:

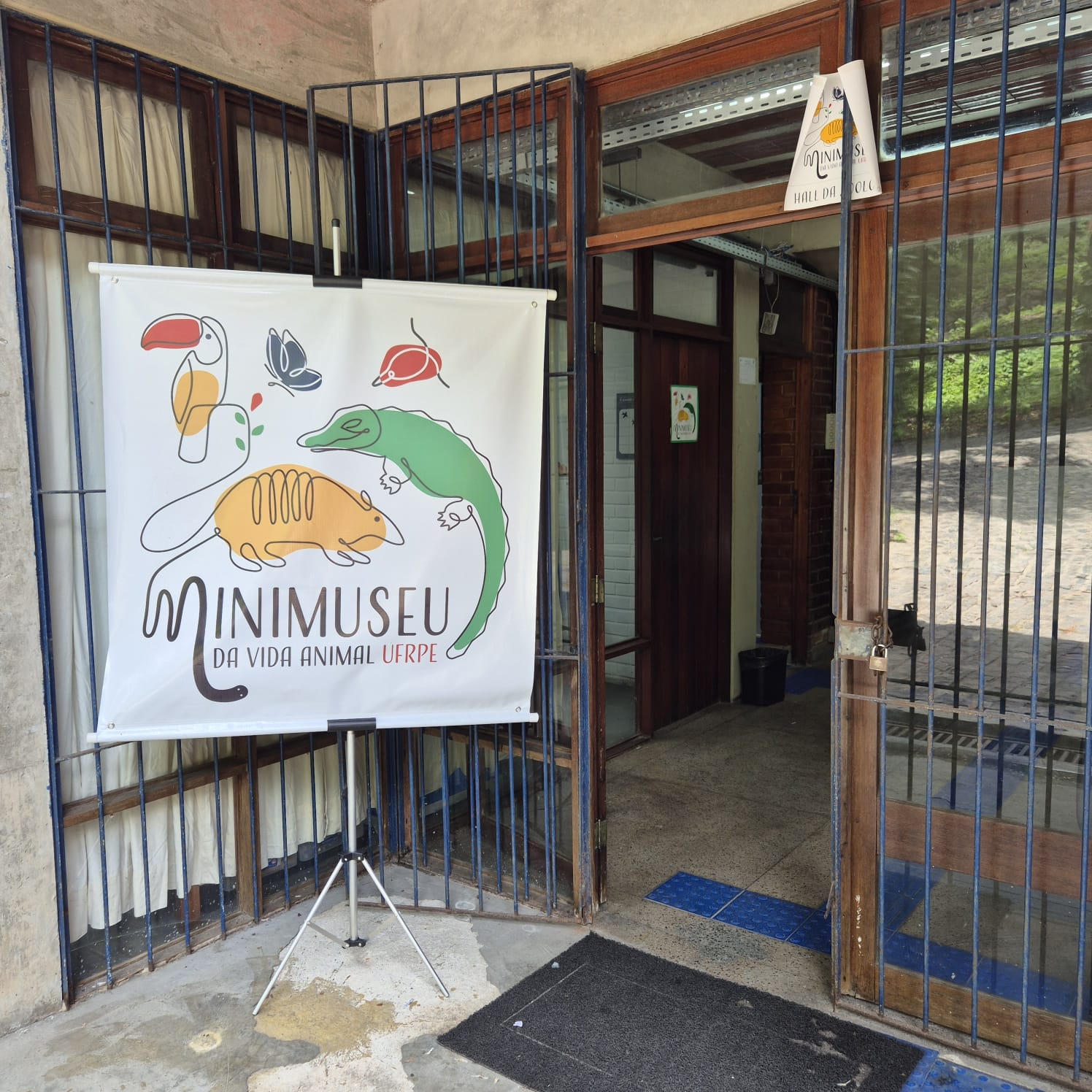
Entrada do Hall da Sala de Exposição Multitemática do Minimuseu da Vida Animal, localizada no prédio de Zoologia, Departamento de Biologia, UFRPE.

1. Sala de Exposição Multitemática: Localizada no térreo do prédio da Área de Zoologia, com 18 m².
2. Sala de Exposição da Coleção Didática de Entomologia: Situada no primeiro andar da Área de Zoologia, também com 18 m².
3. Corredor do Andar Térreo: Espaço destinado às exposições temporárias.
4. Corredor do 1º Andar: Apresenta a exposição permanente “Diversidade de Insetos”.
5. Áreas de Criação de Invertebrados: Incluem insetários, aquários, minhocários e outras estruturas destinadas ao manejo de invertebrados.

Como exemplo de atendimento ao público, de maio de 2023 ao final de 2024, o Minimuseu atendeu mais de 2.800 estudantes em suas instalações ou em ações extramuros, incluindo atividades vinculadas ao Universidade de Portas Abertas e ao Minimuseu Itinerante, com idas a outros municípios, como Paudalho, Gravatá e Chã de Alegria. Ao todo, foram atendidas 22 escolas em 2024, sendo a maioria da rede pública de ensino. No Parque Estadual Dois Irmãos, foram atendidas incontáveis pessoas, mas durante ações realizadas na SNCT 2023 e SNCT 2024, por exemplo, mais de 1.000 crianças, adolescentes e adultos foram atendidos.